# Louis Svanestierna
Louis Svanestierna (före adlandet 1646 de Davane), född 1604 i Paris, död 30 januari 1665 i Östra Ryds församling, Östergötlands län, var en svensk militär.

## Biografi
Louis Svanestierna föddes 1604 i Paris. Han var från 1627 till 1631 fänrik vid Östgöta landsregemente och blev 1632 kapten vid Östgöta regemente till fot. Vid Slaget vid Leipzig blev han svårt sårad 23 oktober 1642. Svanestierna blev 1643 major vid Östgöta regemente till fot. Han adlades 30 januari 1646 till Svanestierna och introducerades 1647 i Sveriges Riddarhus som nummer 325, vilket senare ändrades till 348. Svanestierna blev 1651 överstelöjtnant och tog avsked 3 oktober 1656. Han tjänstgjorde vi skärgårdsförsvaret i Östergötland 1659. han avled 1665 på Fyrby i Östra Ryds socken och begravdes i Östra Ryds kyrka, där hans vapen sattes upp.

### Egendom
Svanestierna ägde Fyrby i Östra Ryds socken och Tåby i Östra Ryds socken.

### Familj
Svanestierna gifte sig 1629 med änkan Anna Gyllencreutz (född 1609), dotter till häradshövdingen Tyge Gyllencreutz och Brita Alfsdotter. De fick tillsammans barnen löjtnanten Alexander Svanestierna (död 1676), studenten Ludvig Svanestierna vid Greifswalds universitet, en dotter som var gift med Daniel Danielsson i Jonsbergs socken och Christina Svanestierna (1640–1693) som var gift med Nils Eriksson i Väsby.